# Isocapnia crinita
Isocapnia crinita är en bäcksländeart som först beskrevs av James George Needham och Peter Walter Claassen 1925.  Isocapnia crinita ingår i släktet Isocapnia och familjen småbäcksländor. Inga underarter finns listade i Catalogue of Life.